# Црвена звезда (симбол)
Црвена звезда или црвена петокрака звезда (★), популарно црвена петокрака или само петокрака, је комунистички симбол. Као ознаку на капама су је имали и Црвена армија, југословенски партизани и још неке комунистичке армије.
Звезда петокрака са српом и чекићем, жуте боје, као симболима радника и сељака је била ознака „пролетерских“ (елитних) бригада.
Петокрака са српом и чекићем се налазила и на заставама свих комунистичких партија уз обавезни натпис „Пролетери свих земаља, уједините се!"
Касније се под том паролом тумачио хегемонизам, жеља за доминацијом над осталим партијама, комунистичке партије Совјетског Савеза.